# 千少庵
千少庵（せんのしょうあん、せんしょうあん、天文15年（1546年） - 慶長19年9月7日（1614年10月10日））は茶人。千利休の養子にして女婿。千宗旦の父。実父は能楽師の宮王三郎三入とされるが、近年松永久秀説も再浮上している。
母宗恩が利休の後妻に入ったため、利休の養子となった。義兄の道安とは同い年にあたる。先天的に片足に障害を持っており、相続関係の資料から千家内での立場が弱かった事実も確認されている。妻は利休の娘お亀（おちょうとも）で、二人の間には嗣子宗旦が生まれている。
利休切腹後は会津の蒲生氏郷のもとに蟄居を命じられた。なお、現在福島県会津若松市の若松城（鶴ヶ城）内には、少庵が造らせたと伝えられる茶室「麟閣」が残されている。
文禄3年（1594年）、徳川家康・蒲生氏郷のとりなしで赦されて京に戻り、千家（京千家）を興し、息子宗旦を還俗させた。早くに隠居し、宗旦の後見に徹したといわれている。